# Bodianus axillaris

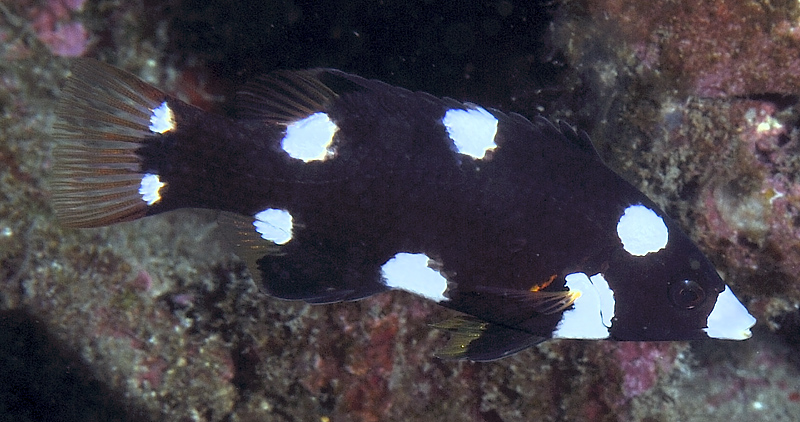
Esemplare giovanile

Bodianus axillaris (Bennett, 1832) è un pesce osseo marino appartenente alla famiglia Labridae.

## Distribuzione e habitat
Questa specie è diffusa sia nell'oceano Indiano che nell'oceano Pacifico, dalla costa orientale dell'Africa fino al Giappone; sembra invece essere assente nelle Filippine, in parte dell'Indonesia e in India. È comune a profondità comprese tra i 2 e i 40 m, di solito nelle barriere coralline.
È una delle specie del genere Bodianus dall'areale più ampio.

## Descrizione
Questa specie presenta un corpo allungato, che raggiunge i 20 cm. Gli esemplari giovani hanno una colorazione scura con 9 ampie macchie pallide, di cui una attorno alla bocca e due alla base della pinna caudale, la quale ha una forma leggermente arrotondata.
Negli adulti, invece, la pinna caudale ha il margine quasi dritto e la colorazione è completamente differente: la testa e la parte anteriore del corpo sono rossastre, mentre la parte posteriore e il peduncolo caudale sono pallidi. Su alcune delle pinne sono presenti macchie nere; in particolare quella sulla pinna anale e quella in fondo alla pinna dorsale permettono di distinguere B. axillaris da due specie simili, Bodianus neilli e Bodianus mesothorax.

## Biologia

### Comportamento
I giovani sono prevalentemente solitari e spesso puliscono altri pesci nutrendosi dei loro parassiti.

### Alimentazione
Si nutre di pesci più piccoli e di invertebrati acquatici come echinodermi, sia stelle marine che ricci, molluschi bivalvi e gasteropodi, crostacei e vermi, in particolare policheti.

### Riproduzione
È oviparo; non ci sono cure nei confronti delle uova.

## Conservazione
Viene classificato come "a rischio minimo" (LC) dalla lista rossa IUCN perché viene pescato per essere allevato in acquario, ma non frequentemente, ed è diffuso in diverse aree marine protette.